# Kalifornijska zaljevska bobica
Kalifornijska zaljevska bobica (lat. Morella californica), vazdazeleni grm do malo drvo iz porodice voskovki sa zapada SAD-a i Kanade (obalno područje Kalifornije, Oregona, Washingtona i Britanske Kolumbije). Vrsta je nekada ukljućivana u rod mirika.
Naraste od dva do 10 metara.

## Sinonimi
- Gale californica (Cham. & Schltdl.) Greene
- Myrica californica Cham. & Schltdl.

## Vanjske poveznice
|  | Zajednički poslužitelj ima još gradiva o temi Morella californica |
|  | Wikivrste imaju podatke o taksonu Morella californica             |